# Нодар Мгалоблішвілі
Мгалоблішвілі Нодар Олександрович, груз. ნოდარ მგალობლიშვილი (15 липня 1931, Тбілісі — 26 березня 2019) — грузинський актор. Почесний громадянин Тбілісі (2016).

## З життєпису
Народився 11 липня 1931 р. у м. Тбілісі (Грузія). Закінчив Тбіліський театральний інститут (1954). Працював у театрі М. Руставі (1954—1975). З 1975 р. — актор театру ім. К. Марджанішвілі.
Знімається у кіно з 1957 р. (фільми: «Останній із Сабудара», «Кентаври», «Формула кохання», «Трудівники моря» та ін.). Грав в українських стрічках: «Іванко і цар Поганин» (1984, Воронячий цар Каркарон), «Капітан „Пілігрима“» (1986, Негоро), «Імперія піратів» (1994), «Сьома каблучка чаклунки» (1998, 4 с), «Доглядачі пороку» (2000).